# Eugeniusz Faber
Eugeniusz Faber   (Chorzów, 6 d'abril de 1939 - Liévin, 24 de setembre de 2021) fou un futbolista polonès de la dècada de 1960.
Fou 36 cops internacional amb la selecció polonesa amb la qual participà en els Jocs Olímpics d'Estiu de 1960.
Pel que fa a clubs, defensà els colors de Ruch Chorzów i Lens.